# SPT-140

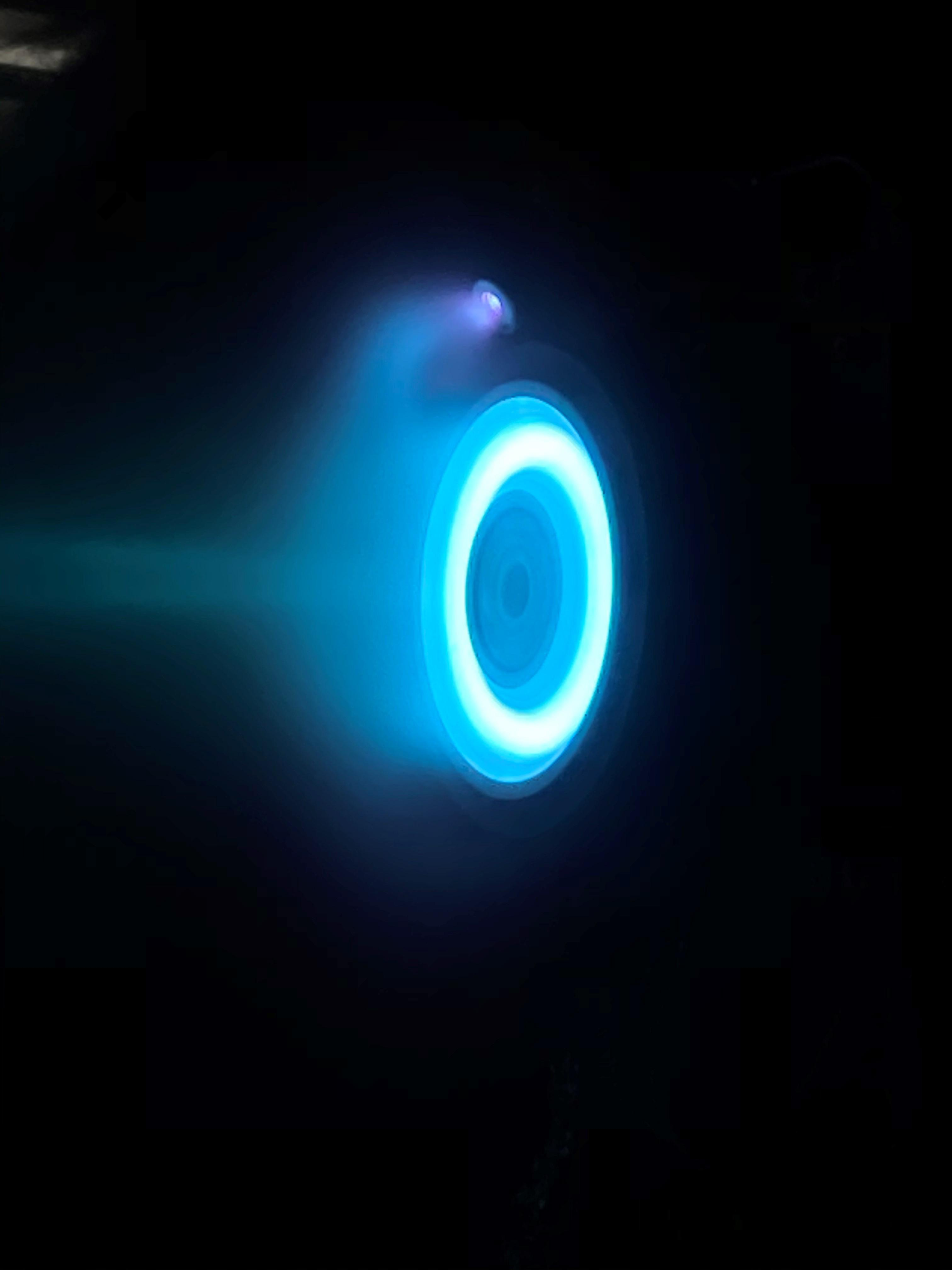
Test de tir d'un SPT-140 de la sonde Psyché au Jet Propulsion Laboratory.

Le SPT-140 est un propulseur ionique à effet Hall, qui fait partie de la famille de propulseurs SPT (Stationary Plasma Thruster : Propulseur à Plasma Stationnaire), conçue par l'entreprise russe OKB Fakel.

## Fonctionnement
Comme les autres membres de la série SPT, il crée un flux d’ions xénon chargés électriquement, accéléré par un champ électrique et confiné par un champ magnétique.

## Historique
Le propulseur est fabriqué par la société russe OKB Fakel, qui a collaboré au développement avec le Glenn Research Center de la NASA, Space Systems Loral et Pratt & Whitney à partir de la fin des années 1980,. Il a été testé pour la première fois au Plasmadynamics and Electric Propulsion Laboratory (Laboratoire de dynamique des plasmas et de propulsion électrique) de l'Université du Michigan en 1997. En 2002, il a été testé en tant qu'unité de 3.5 kW par l'United States Air Force dans le cadre de son programme Integrated High Payoff Rocket Propulsion Technology. En 2023, le propulseur a été lancé à bord de la sonde spatiale Psyché de la NASA.

## Caractéristiques
| SPT-140                    | Paramètre/unités ,                   |
| -------------------------- | ------------------------------------ |
| Taper                      | Propulseur à effet Hall              |
| Puissance                  | Maximum : 4,5 kW Minimum : 900 watts |
| Impulsion spécifique (Isp) | 1800 secondes                        |
| Poussée                    | 280 mN                               |
| Masse du propulseur        | 8.5 kg                               |